# Lycosa fernandezi
Lycosa fernandezi là một loài nhện trong họ Lycosidae.
Loài này thuộc chi Lycosa. Lycosa fernandezi được Frederick Octavius Pickard-Cambridge miêu tả năm 1899.